# Metate (Santa María Tlahuitoltepec)
Metate (Päänwimpy en idioma mixe), es una de las agencias de policía del municipio de Santa María Tlahuitoltepec Mixe, Oaxaca.

## Historia
La referencia histórica del nombre de la localidad es en honor al metate, utensilio de cocina que se utiliza para moler el nixtamal, el chile y otros productos. Las personas de la comunidad cuentan que anteriormente las personas del municipio y de. la localidad se trasladaban a un lugar específico para buscar y seleccionar la piedra adecuada  para tallar el metate (pääntääk en mixe) y la mano del metate (päänmäk en mixe).
Esta localidad se encontraba catalogada como una ranchería del Municipio de Santa María Tlahuitoltepec, por lo que en el año 2010 se empieza a gestionar con la categoría de Agencia de Policía. 

## Personas notables
María Reyna, soprano mixe quien nació y vivió su infancia en esta localidad de Metate, municipio de Santa María Tlahuitoltepec.

## Localización.

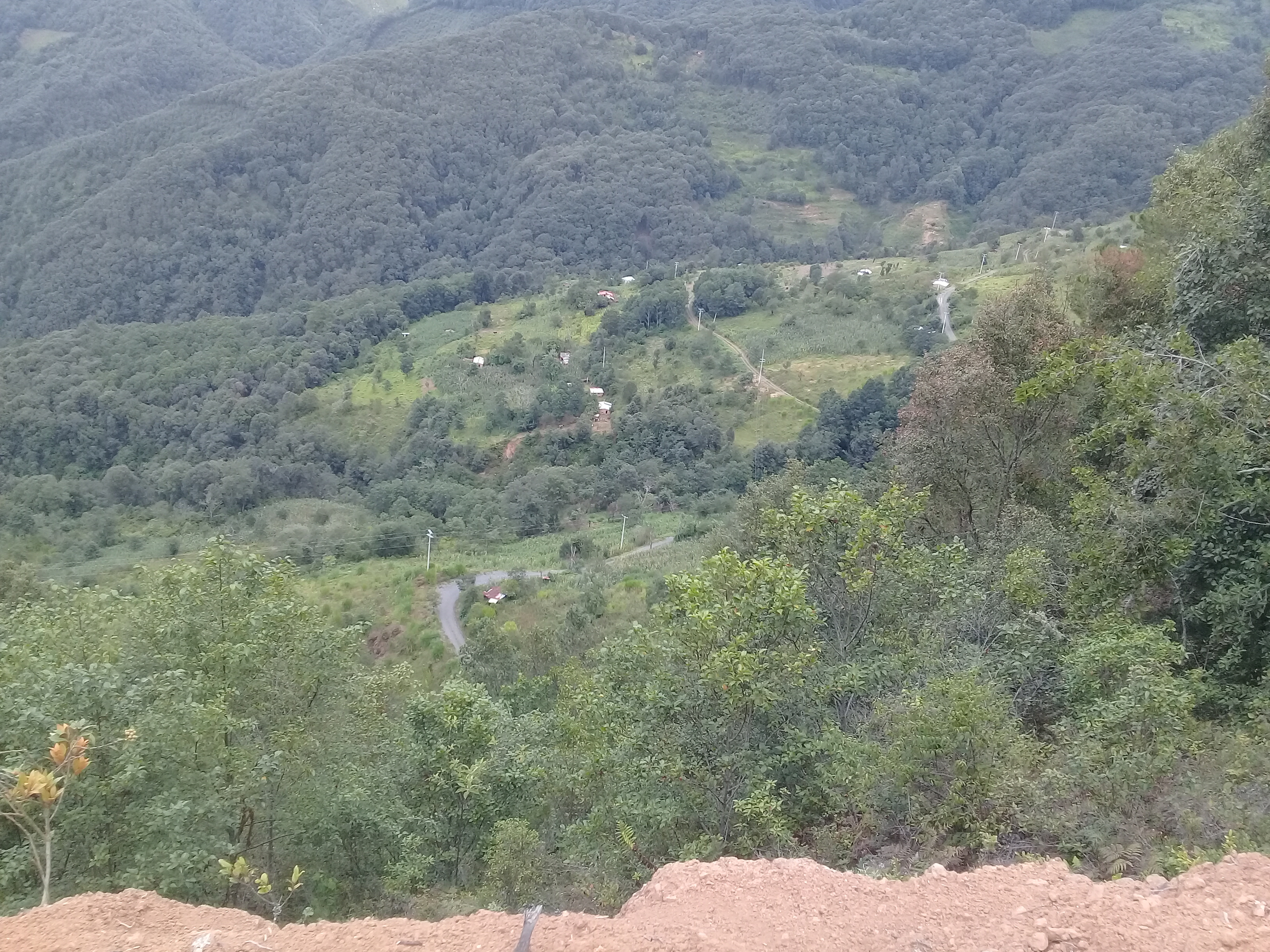
Vista metate

Esta localidad se encuentra al norte de la Cabecera Municipal. Sus coordenadas son: 17° 12' 13.96'' latitud norte y 96° 05' 99.28'' longitud oeste.
La distancia aproximada  de la cabecera municipal a la localidad es de 6 kilómetros.

## Servicios
Existe una carretera de terracería que parte de la cabecera municipal a la agencia. El tiempo aproximado de viaje en automóvil es de 30 a 40 minutos. 
La agencia cuenta con los siguientes servicios educativos: un Centro de Educación Preescolar y una Escuela Primaria Bilingüe, una casa de salud. La comunidad cuenta con agua potable y baños ecológicos en las viviendas.

## Actividad económica
La actividad principal de las personas es en el campo, produciendo alimentos básicos de autoconsumo como: el maíz, frijol, calabaza, chilacayota, chícharo. También se produce algunos frutas como: manzanas, peras, duraznos y tejocote. Algunas familias trabajan su huerto donde cosechan: cilantro, mostaza, col, ajo, rábano. La mayoría de las familias crían algunos de estos animales domésticos como: ganado bovino, caprino, ovino, aves como: guajolotes y pollos criollos.

## Parajes
- Mosca